# スコットランドにおけるLGBTの権利
スコットランドにおけるLGBTの権利（すこっとらんどにおけるえるじーびーてぃのけんり）とは、スコットランドの領域内におけるレズビアン、ゲイ、バイセクシャル、トランスジェンダー（LGBT）に認められている権利。それは一般にイギリスのそれに従い、歴史と共に拡大されヨーロッパでもっとも先進的なものとして考えられている。2015年および2016年には、スコットランドは”ヨーロッパで最もLGBTIの法的平等を達成した国”として認知された。
同性愛行為は1981年から合法となり、性的同意年齢は2001年に異性愛行為と同等の16歳となった。同性婚法は2014年にスコットランド議会により承認され、同年3月12日に国王裁可を受けた。 同法は2014年12月16日に施行され、多数のシビル・パートナーが婚姻関係へ移行し、2014年12月31日には最初の同性の結婚式が開催された。同性カップルのシビルパートナーシップは2005年より合法である。また、同性カップルには2009年より共同および継子養子縁組の権利が認められており、2010年より性的指向および性同一性による差別が禁止されている。

## 国勢調査および統計
2024年6月には、スコットランドにおいて約18万4000人（人口の4%超）が自身をLGBTと称することが国勢調査および統計により明らかになった。なお、性的指向を尋ねる質問は回答必須ではなく、8%超が回答を拒否している。

## 同性愛行為に関する法律
男性の同性愛に関する法律の歴史的状況は過酷であり、コモン・ローには「ソドミー罪は、受け手または愛人の同意の有無を問わない。この罪は、かつての同性愛に対する一般的な嫌悪感を反映しており、双方が有罪とされる。」と記述されている。処罰の記録は、ユトレヒトのソドミー裁判のような大量処罰と比較すると少なく、犯罪や起訴、記録の寡少性によると考えられる。バロン・ヒュームは「この犯罪は記録上で二度しか言及されていない」と述べ、1570年の二重起訴と1630年の単一の起訴を引用しすべて死刑に処されたと記録しているが、これは獣姦より低い頻度である。1832年の法的な文書には新しい事件が追加され、9件について起訴された（うち2件は自白）男性が終身流刑に処されている。ただし、別のアーカイブには1645年に行われたギャヴィン・ベルの裁判の委任状が記録されている。
1889年、スコットランドはヨーロッパで最後に同性愛者の性行為に対する死刑を廃止した法域となり、その刑罰は終身刑に引き下げられた。 
1967年、イギリス議会は性的犯罪法を可決し、イングランドとウェールズにおける同性愛行為は限定的に非犯罪化された。 スコットランドでは、1967年の性的犯罪法と同等の基準に基づき、同性愛行為を合法化する1980年刑事司法法が1981年2月1日に施行された。また、同性愛の推進を禁じる条項である1998年地方政府法第28項2A条は、スコットランド議会設立から最初の2年で、公共生活における倫理基準等法によって廃止された。
2018年6月、スコットランド議会は歴史的性犯罪（赦免と無効化）法を可決した。この法律は、非犯罪化される前に他の男性と同意の上で性行為を行ったことにより有罪判決を受けた男性（生存者も故人も含む）に対し、正式に恩赦を与えるものであった。赦免自体は象徴的なものに過ぎないが、この法律により、過去の同性愛行為に対する有罪判決を受けた人々が正式に無効化の申請を行うことが可能になった。もし無効化申請が関連する大臣によって受け入れられると、その情報は開示チェックに含まれなくなり、犯罪がなかったこととして扱われる。この法律は2019年10月に施行された。

## 同性関係の認知

### シビルパートナーシップ
2005年、英国議会が2004年民事パートナーシップ法を可決し、スコットランドでは同性カップルがシビル・パートナーシップを利用し結婚と同等の権利を獲得できるようになった。具体的には、シビル・パートナーには、異性間の既婚カップルと同等の財産権、相続税における免税措置、社会保障や年金給付の権利に加えて、パートナーの子どもに対する親権取得の権利、パートナーおよびその子どもに対する適切な扶養義務、賃貸権、生命保険の完全な認定、病院での近親者としての権利などが与えられる。また、パートナーシップの解消には離婚に似た正式な手続きを要する。
2015年11月以降、スコットランド以外の英国（北アイルランドを含む）で成立したシビル・パートナーシップは、パートナーシップを解消することなく結婚に変更することができるようになった。
2019年9月にスコットランド議会がシビル・パートナーシップ法の改正案を可決し、2021年6月から異性カップルもシビル・パートナーシップを利用できるようになった。

### 同性婚
2012年7月25日、スコットランド政府は同性婚を合法化すると発表した。この動きは、スコットランド国教会やスコットランド・カトリック教会からの反対にもかかわらず発表されたものであった。副首相のニコラ・スタージョンはこの決定を「正しいこと」と表現しつつも、教会は同性婚の執行を強制されることはないと保証した。
2013年6月27日、スコットランド政府はスコットランド議会において同性婚を合法化する法案を提出した。
2014年2月4日、スコットランド議会は同性婚を認める法案の最終読会を実施し、法案は108対15の賛成多数で可決され、2014年3月12日に国王の裁可を受けた。2014年婚姻およびシビルパートナーシップ法は、宗教および信仰団体が信念に反する場合、同性婚を執り行う義務を免除する条項を含んでいる。最初の同性婚は2014年12月31日に行われたが、シビルパートナーシップは同年12月16日から婚姻証明書に交換できたため、スコットランド法の下で初めて認められた同性婚はその日に成立した。
スコットランドでは2014年12月16日から同性婚が合法化され、2014年12月31日に初の同性婚が行われた。この法律は、宗教団体および個々の司式者に対して、同性カップルの結婚式を執り行う義務を課さない一方で、宗教団体が聖職者に対し執り行いを認めることを許可している。
2017年6月には、スコットランド聖公会が教会法において同性婚を承認した。2018年5月、スコットランド国教会の総会は、345対170の賛成多数で、同性婚に関する教会法起草の委員会への委託を可決した。法務委員会は2020年に決定機関へ報告するよう求められた。
2022年4月、スコットランド教会の委員会は、教会法における同性愛者の結婚を認める教義を含む条項を可決した。のちに総会でさらに投票が行われ、274対176の賛成多数で、スコットランド教会の牧師と執事による同性愛者の結婚式の執行を認める同法の改正案が可決された。

## 養子縁組および親権
2009年9月28日、スコットランドでは同性愛者のカップルによる子どもの養子縁組が合法となった。同時に、養育下の子どもに関する規則も施行され、同性愛者のカップルが異性カップルと同じ条件で里親として認められることとなった。 また、2008年の人間受精および胚学に関する法による変更に従って、精子提供を受けたレズビアンカップルは、子どもの親として両方が認められる。
さらに、代理母出産はスコットランドを含むイギリス全土で合法であり、ゲイの父親が代理出産を通じて子どもをもうけることは、異性愛者のカップルと同様に法律で支持されている。親としての法的地位を子どもの出生証明書に記載することを希望する場合、関連する裁判所に申し立てができる。

## 差別防止
2010年に平等法が成立し、性別の変更、結婚およびシビル・パートナーシップ、性的指向などの属性が擁護された。この法律は、個人による上記の法律が擁護する集団への所属、当該集団への所属の想定、およびその集団との関連に基づく差別、嫌がらせ、迫害を禁じている。
また、2009年にスコットランドで施行された法律は、犯罪が被害者の性的指向や性別認識に基づいて動機づけられた場合には罰則が強化される旨を含んでいた。

## 性同一性および性表現
2004年ジェンダー承認法のもと、スコットランドのトランスジェンダーは法的な性別を変更できる。
2018年には、スコットランド政府は同法の改正により身分証明書におけるノンバイナリー表記の合法化および性別変更の最低年齢を18歳から16歳への引き下げを行う計画を発表した。
2021年9月には、ニコラ・スタージョン首相により2004年の性別承認法の改正法案が準備されていることが正式に発表され、2022年3月に当該法案がスコットランド議会に提出された。この法案は、イギリス全土に適用される2004年性別承認法をスコットランドにおいて「改正し、革新し、再活性化する」ことを目的としており、イギリス政府がイギリス全体の性別承認法を改正しないという決定を受けた対応であった。スコットランドには「特定の分野」に関する法律を制定する権限があるが、イギリス全体の法律によって覆される可能性もある。
2022年12月、スコットランド議会で性別認識改革案が86対39で可決された。しかし、この立法は、1998年スコットランド法の第35条に基づき、イギリス政府によって覆された。これは、スコットランドで可決された法案を覆すために当該条項が適用された初の事例であった。

## ヘイトクライム法
2020年4月、性的指向と性同一性を明確に含むヘイトクライム法案がスコットランド議会に提出された。この法案は「深刻な法的懸念や意図しない結果」を引き起こす可能性があるとして、全ての政治勢力、宗教団体や聖職者、コメディアン 、俳優、およびスコットランド法学会によって議論され、憲法上の言論の自由、信教の自由、表現の自由、思想の自由、法の下の平等といった基本原則や、マグナ・カルタに遡る集会の自由に関する条約との関連が注目された。11か月後の2021年3月、このヘイトクライム法案はスコットランド議会の最終審議で82対32の投票結果により可決され、その翌月には君主による裁可を受けた。ヘイトクライム法は修正ののち2024年4月1日に施行された。

## 性教育
スコットランド国民党は2016年のマニフェストで、LGBTに関する内容を含む性教育の授業および教師向けの「イクアリティ・トレーニング」の実施を支持した。2018年11月には、スコットランド政府が当該地域の学校カリキュラムにLGBTを含む教育を導入することを発表した。LGBT活動家は、約90%のLGBTスコットランド人が学校でホモフォビアを経験し、いじめを受けた後に27%が自殺を試みたとする調査結果を引用し、この動きを歓迎した。
2020年7月、スコットランドは世界で初めてLGBTの歴史と教育を含むカリキュラムを導入した国となったと報じられた。LGBTカリキュラムは、スコットランド全土の学校において2021年10月に正式に開始された。

## 住環境

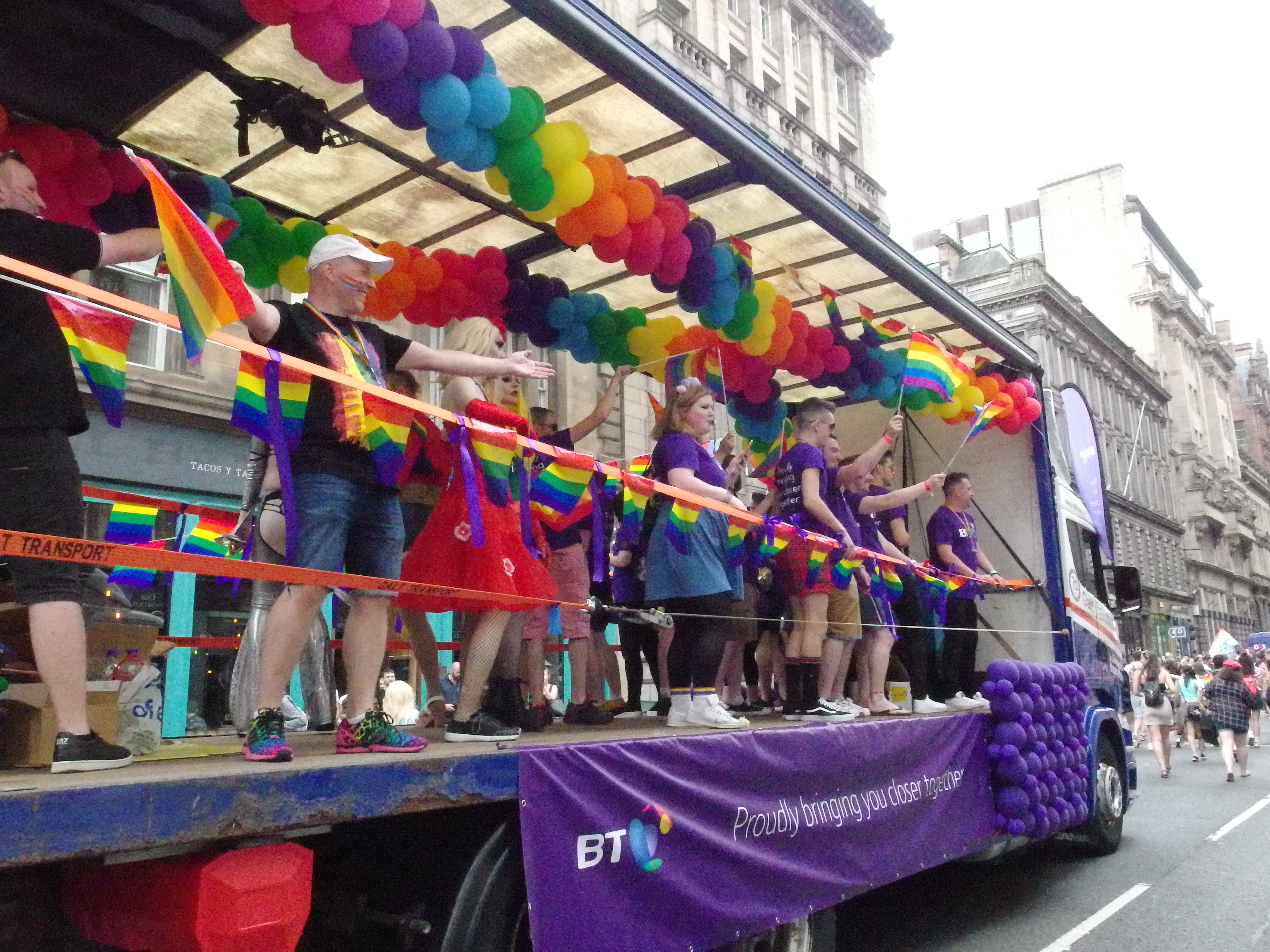
2018年のグラスゴーでのプライドパレード参加者

スコットランドにおけるLGBTコミュニティへの態度は、数十年で劇的に変化した。1980年代は極端な同性愛嫌悪、敵意、そして公然たる反感が社会的風潮として表れ、LGBTの人々はアイデンティティの秘匿、イングランドへの移住、あるいは自殺を強いられた。こうした同性愛嫌悪が主流であったにもかかわらず、小規模なLGBTグループが政治的・社会的に活動を始め、「同性愛の推進」を禁止する1988年地方政府法第28項2A条の廃止などを求める運動を展開した。この条項は強力かつ組織的な反対に直面しながらも、2000年に廃止された。
2000年代初頭には、LGBTへの態度は次第に緩和し、2004年にはトランスジェンダーの人々が法的な性別を変更できる法律が制定された。続いて、2005年にはシビル・パートナーシップ、2009年には養子縁組、2014年には同性婚が合法化された。現在では、スコットランドは「世界で最もLGBTフレンドリーな国の一つ」とされている。上記の動きはメディアによって「劇的な変化」と称され、LGBTの人々や同性愛関係に対する社会的受容度を飛躍的に高めた。
スコットランドにおける社会態度に関する調査（SSA）によれば、「同性関係は決して間違いではない」と考えるスコットランド人は、2000年には約29％であったが2015年には59％へ上昇した。また、2014年にSSAが発表した世論調査では、スコットランド人の68％が同性婚を支持し、反対は17％に留まった。支持率は若年層（83％）が高齢層（44％）よりも高く、女性（72％）が男性（63％）よりも高い傾向にあった。また、無宗教者（81％）はカトリック教徒（60％）やスコットランド国教会信者（59％）よりも高い支持率を示した。
2016年には、スコットランドの主な政党の多くをLGBTの指導者が率いていた。具体的には、スコットランド保守党はルース・デイヴィッドソン、スコットランド労働党はケジア・ダグデール、スコットランド緑の党はパトリック・ハーヴィー、そしてイギリス独立党スコットランド支部はデイヴィッド・コバーンによって指導されていた。
グラスゴーとエディンバラの街中には、ゲイバー、クラブ、パブ、レストランなど、LGBTに関する施設が多数存在する。アバディーン、スターリング、ダンディーでも、規模は小さいものの、さまざまなLGBT施設やイベントが開催されている。プライド・グラスゴーは毎年夏に開催される大規模なプライド・マーチであり、通常約5万人が参加するスコットランド最大のLGBTイベントである。エディンバラではプライド・スコシアが毎年6月に開催され、プライド・マーチ、バーベキュー、コミュニティ・フェアなどが行われる。2018年時点で、パースシャー・プライド（パース）、ヘブリディアン・プライド、プラウド・ネス、ファイフ・プライド、ビュート・プライド（ロザシー）、ダンディー・プライド、ウエスト・ロージアン・プライド、グランピアン・プライド（アバディーン）、およびダンフリース・アンド・ギャロウェイ・プライドなど、スコットランド各地で多くのプライドイベントが新たに始まった。
 